# Roberto Janet
Roberto Janet Durruty (* 29. August 1986 in Santiago de Cuba) ist ein kubanischer Hammerwerfer.
2009 siegte er bei den Zentralamerika- und Karibikmeisterschaften.
Im Jahr darauf folgte einem Sieg bei den Iberoamerikanischen Meisterschaften ein fünfter Platz beim Continentalcup 2010 in Split. 2011 verteidigte er seinen Titel bei den Zentralamerika- und Karibikmeisterschaften und wurde Fünfter bei den Panamerikanischen Spielen in Guadalajara.
2012 triumphierte er erneut bei den Iberoamerikanischen Meisterschaften und schied bei den Olympischen Spielen in London in der Qualifikation aus. Auch bei den Weltmeisterschaften 2013 in Moskau kam er nicht über die erste Runde hinaus.
2014 wurde er Sechster beim Continentalcup in Marrakesch und siegte bei den Zentralamerika- und Karibikspielen.
Im darauffolgenden Jahr gewann er Silber bei den Panamerikanischen Spielen in Toronto und wurde Zwölfter bei den Weltmeisterschaften in Peking.
Am 28. Mai 2015 stellte er in Havanna mit 78,02 m den aktuellen Zentralamerika- und Karibikrekord auf.